# Arenaria aksayqingensis
Arenaria aksayqingensis är en nejlikväxtart som beskrevs av Li Hua Zhou. Arenaria aksayqingensis ingår i släktet narvar, och familjen nejlikväxter. Inga underarter finns listade i Catalogue of Life.